# Jewgeni Michailowitsch Borissenko
Jewgeni Michailowitsch Borissenko (russisch Евге́ний Миха́йлович Борисе́нко; engl. Transkription Yevgeniy Borisenko; * 5. Juni 1945 in Jassenskaja, RSFSR) ist ein ehemaliger sowjetischer Leichtathlet, der sich auf den Sprint spezialisiert hat. Mit der sowjetischen 4-mal-400-Meter-Staffel wurde er 1970 in Wien Halleneuropameister sowie 1969 in Athen Vizeeuropameister.

## Karriere
Erste internationale Erfahrungen sammelte Jewgeni Borissenko vermutlich im Jahr 1969, als er bei den Europameisterschaften in Athen mit der sowjetischen 4-mal-400-Meter-Staffel in 3:03,0 min gemeinsam mit Boris Sawtschuk, Juri Sorin und Alexander Brattschikow die Silbermedaille hinter dem französischen Team gewann. Im Jahr darauf siegte er in derselben Besetzung in 3:05,9 min bei den erstmals ausgetragenen Halleneuropameisterschaften in Wien und im September gewann er bei der Sommer-Universiade in Turin in 3:04,2 min die Silbermedaille hinter den Vereinigten Staaten. 1971 schied er bei den Halleneuropameisterschaften in Sofia mit 49,9 s im Halbfinale im 400-Meter-Lauf aus und gewann mit der Staffel in 3:11,9 min die Silbermedaille hinter dem polnischen Team. Im August schied er dann bei den Freiluft-Europameisterschaften in Helsinki mit 47,12 s in der ersten Runde über 400 Meter aus und belegte im Staffelbewerb in 3:04,82 min den vierten Platz. Daraufhin trat er nicht mehr international in Erscheinung.